# 大校场站
大校场站（5号线工程名为大校场北站，10号线工程名为机场路站）是南京地铁5号线和在建的10号线的地下车站，位于中华人民共和国江苏省南京市秦淮区南部新城国际路与校场大道交叉口东侧，原大校场机场主跑道北侧绿化带地下。本站预计于2025年8月6日开通。

## 车站结构
本站为地下三层岛式站台。其中10号线位于地下二层，全长581.4米；5号线位于地下三层，全长336米，二者相交形成L形节点换乘。

### 楼层分布
| 地面     |                    | 出入口                                               |  |  |
| 地下一层 | 站厅               | 车站控制室、安检通道、检票口、自动售票机、金陵通服务 |  |  |
| 地下二层 |                    | █ 10号线 往东麒路（承天大道）                        |  |  |
|          | 岛式站台，左侧开门 |                                                      |  |  |
|          |                    | █ 10号线 往雨山路（机场跑道旧址）                    |  |  |
| 地下三层 |                    | █ 5号线 往方家营（七桥瓮）                           |  |  |
|          | 岛式站台，左侧开门 |                                                      |  |  |
|          |                    | █ 5号线 往吉印大道（神机营）                         |  |  |

## 接驳公交
| 校场大道东 | 校场大道东 | 校场大道东 | 校场大道东 | 校场大道东 |
| 编号       | 路线       | 路线       | 路线       | 备注       |
| ---------- | ---------- | ---------- | ---------- | ---------- |
| 112        | 汇彩路东   | ⇆          | 将军山     |            |